# Sherman Pass (Washington)
Der Sherman Pass (5.575 ft (1.699 m)) ist ein hoher Gebirgspass, der die Kettle River Range im US-Bundesstaat Washington quert. Er ist der höchste ganzjährig betriebene Pass in Washington. Der Pass liegt an der Washington State Route 20, die hier auch als Sherman Pass Scenic Byway bezeichnet wird und den Colville National Forest durchquert.  Der Pass ist von den durch den White-Mountain-Brand von 1988 verwüsteten Flächen umgeben. Er wurde nach dem Bürgerkriegs-General William Tecumseh Sherman benannt, der den Pass 1883 überquerte.